# 红岩乡 (雅安市)
红岩乡，是中华人民共和国四川省雅安市名山区曾经下辖的一个乡。2019年12月，撤销红岩乡，将其所属行政区域划归前进镇管辖。

## 行政区划
红岩乡撤销前下辖以下地区：
罗碥村、红岩村、肖碥村、金龙村和青龙村。